# Tarek Bouabta
 (décembre 2018).
Si vous disposez d'ouvrages ou d'articles de référence ou si vous connaissez des sites web de qualité traitant du thème abordé ici, merci de compléter l'article en donnant les références utiles à sa vérifiabilité et en les liant à la section « Notes et références ».
Tarek Bouabta est un footballeur algérien né le 21 juillet 1991 à Dar El Beïda, dans la banlieue d'Alger. Il évolue au poste de défenseur au Al Arabi.

## Biographie
Avec le club de la JSM Béjaïa, il joue 19 matchs en première division algérienne, inscrivant un but.

## Palmarès
- Accession en Ligue 1 en 2017 avec le Paradou AC.
- Vainqueur de la  Supercoupe du Koweït : 2022  avec l' Al Arabi
- Vainqueur de la Coupe Crown Prince du Koweït (2): 2022 , 2023 avec l' Al Arabi
- Championnat de Bahreïn : 2024 avec l' Al-Khaldiya SC